# A Rainha está à sua direita

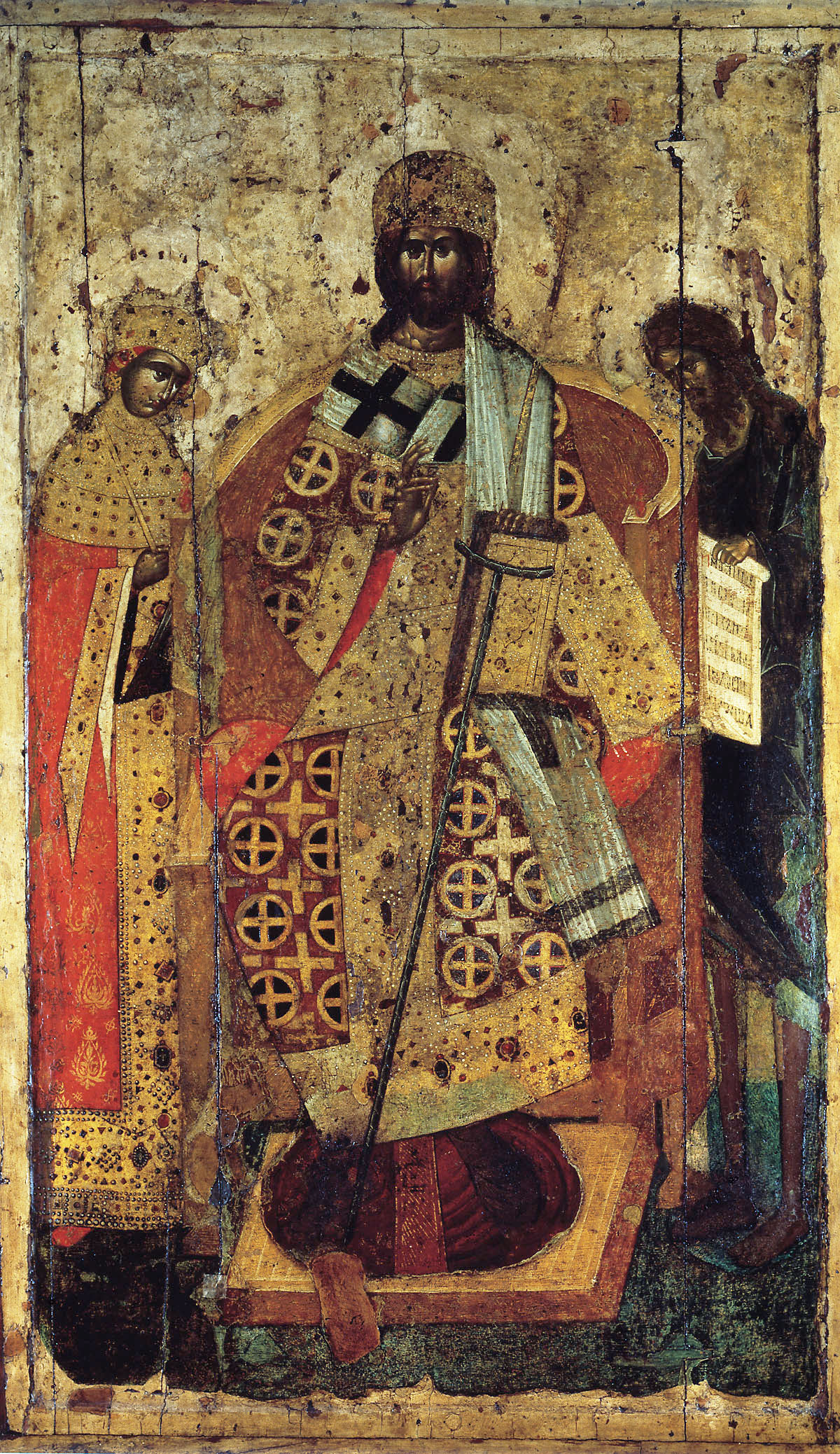
A rainha está à sua direita (XIVXIV) século), Catedral da Dormição em Moscou

A Rainha está à sua direita (em russo) : " Predsta Carysa do Dia » também chamado de Royal Deisis ) é um ícone do tipo deisis. Representa Jesus Cristo sentado em seu trono, acrescentando detalhes do tipo de " Czar dos Czares " ou " Sumo sacerdote "com, ao seu lado, Maria vestida de rainha e João Batista.
Este ícone ilustra o texto da segunda parte do 10 verso do Salmo 45 (44) : " A rainha está à sua direita, adornada com ouro de Ofir … »  cuja exegese dá como explicação :O Czar, o Rei é Jesus Cristo — a Czarina, a Rainha é Maria e a Igreja. Esta iconografia apareceu na arte bizantina no XIVXIV. E Século XV séculos. O exemplo mais antigo disso é a pintura na Igreja da Dormição do Mosteiro de Treskavets, na Macedônia, feita entre 1334 e 1343. Ela logo se tornou famosa na Rússia. Entre as primeiras representações deste motivo " A rainha está à sua direita ", há o afresco de Zaume, perto de Ohrid, em 1361, e o do Mosteiro de Marko, datado de 1370. Nestes ícones a figura de João Batista está ausente. Ela é substituída pela do Rei Davi ou outro profeta do Antigo Testamento.
Nestes ícones do tipo " a rainha está à sua direita ", Jesus é representado sentado no trono, vestido com uma dalmática real e, às vezes, com o omóforo. Na cabeça uma coroa ( kamilavkion ) com pingentes e nas mãos os Evangelhos, às vezes um báculo. Uma inscrição pode acompanhar a imagem de Cristo : " Czar dos Czares ", " Juiz honesto ", " Juiz temível ". A Virgem é representada à direita de Jesus em pose de oração. Ela usa roupas reais e uma coroa. Em sua mão, sem dúvida, um rolo de oração dirigido a Jesus. À esquerda ( sinistral ) de Jesus está João Batista em suas roupas tradicionais, também segurando um rolo de oração na mão.
Entre os afrescos destruídos, mas dos quais ainda existem fotografias, na Igreja da Transfiguração (Salvador-em-Kovalev) em Novgorod, havia uma representação do mesmo tipo com a Theotokos e Cristo apenas, mas sem João Batista .